# Paranthura japonica
Paranthura japonica (лат.) — вид морских высших раков из отряда равноногих раков (Isopoda).
Длина до 9 мм. Окрас желтоватый с тёмными пятнами. Туловище сильно вытянутое, палочководной формы, в длину примерно в 8 раз больше ширины. Передняя часть головы вдавлена, с небольшим треугольным заостренным отростком в центре. Первые пять сегментов груди практически одной длины, каждый почти в 1-1,5 раза длиннее головы. Шестой сегмент груди несколько короче предыдущих и в 2 раза длиннее седьмого. Брюшко состоит из пяти слитых вместе сегментов. Хвостовой сегмент удлиненный, языковидный, с закругленным концом, несущим несколько длинных щетинок. Ротовой аппарат колющего типа. Антенны короткие.
Встречается в северо-западной части Тихого океана от умеренных до субтропических вод: Япония, Китай и Гонконг. В водах Росси — от залива Петра Великого до острова Петрова на севере и у берегов южных Курил. Живёт на глубинах от 0 до 15 м. Встречается на обнаженных скалистых берегах, среди зарослей Mytilisepta virgata. Донное ракообразное-детритофаг. Безвредно для человека, охранный статус вида не оценивался, объектом промысла не являются.